# Dirk Bach Show
Die Dirk Bach Show war eine von 1992 bis 1994 von RTL Television produzierte Comedy-Sketch-Show, in der Dirk Bach, zusammen mit diversen Gästen, Sketche präsentierte. In den Sketchen verkörperte Dirk Bach einige wiederkehrende Figuren, beispielsweise Tess, die Politesse.
Die ersten drei Folgen wurden als Lückenfüller für die Weihnachtspause der täglichen Unterhaltungssendung Gottschalk Late Night gedreht. Die Einschaltquoten waren dabei jedoch deutlich höher als die von Gottschalk. Spätere Folgen liefen dann auf RTL jeweils dienstags um 22:45 Uhr.
Zu den insgesamt 30 Folgen zählten auch ein 25-minütiges Fußball-Spezial, ein ebenfalls 25-minütiges Weihnachtsspezial sowie ein 45-minütiges Spezial mit Bachs Lieblingssketchen. Während der Show wurde zwischendurch scheinbar per Zufallsgenerator Gelächter von Band eingespielt, unabhängig davon, ob das Gelächter an dieser Stelle passend war oder nicht.